# Paura (Stefan Zweig)
Paura (titolo originale in tedesco: Angst) è un racconto dello scrittore austriaco Stefan Zweig scritto nel 1910 e pubblicato nel 1920.
La trama del racconto appare banale; ciò che è invece notevole è la descrizione della psiche dei personaggi, soprattutto della moglie. Sono noti peraltro i legami fra Zweig e Freud.

## Trama
Irene Wagner è una signora della buona borghesia, sposata da otto anni con un affermato avvocato e madre di due bambini. Nonostante sia soddisfatta del marito, Irene ha intrapreso una relazione con Eduard, un giovane pianista. Irene si reca di nascosto nell'appartamento dell'amante, dopo aver preso precauzioni per non farsi riconoscere. Ogni qual volta si accinge a ritornare a casa, però, avverte la paura d'essere scoperta.
Un pomeriggio, mentre sta scendendo le scale dell'abitazione del pianista, Irene viene affrontata da una donna volgare che ad alta voce la accusa di averle rubato l'amante. Confusa e a disagio, la signora consegna del danaro alla donna. Una volta a casa Irene, convinta in un primo tempo che la donna ignori la sua identità, scrive a Eduard una lettera per avvertirlo che non potrà incontrarlo a casa sua nei giorni seguenti e per dargli appuntamento in un caffè. Davanti alla sua abitazione, tuttavia, Irene incontra nuovamente la donna che le chiede ancora del danaro. Nei giorni successivi Irene riceve delle lettere con richieste crescenti di danaro. Irene è consapevole che non potrà soddisfare a lungo le richieste della ricattatrice. 
Un giorno, a casa, Irene assiste a una specie di processo che suo marito conduce nei confronti della figlioletta accusata di aver rotto un giocattolo del fratellino; il marito incalza la bambina, la costringe a confessare e la punisce vietandole di partecipare l'indomani a una festicciola. Irene intercede preso il marito a favore della bambina e il marito le spiega che, dopo una colpa, ciò che conta non è la punizione - che cancellerà, essendo sempre incline a perdonare le mancanze delle persone amate - quanto la confessione, che ha valore catartico. Irene ha la sensazione che il marito abbia sospetti sulla sua infedeltà, ma non riesce a confessarla.
Un giorno la ricattatrice si presenta in casa e costringe Irene a consegnarle l'anello di fidanzamento, l'oggetto più prezioso in suo possesso. Quando il marito si accorge della mancanza dell'anello, Irene risponde che lo ha mandato a pulire e lo riprenderà due giorni dopo. Conscia che la verità non potrà più essere nascosta e in preda a un crescente e ormai debordante malessere, decide di suicidarsi, ma il marito glielo impedisce. Irene si lascia andare tra le sue braccia a un pianto convulso. Mentre è in preda al delirio, Fritz le rivela che da tempo era a conoscenza dell'adulterio e che ha assunto un'attrice per spingerla a confessare e a tornare da lui. Non pensava, però, di sconvolgerla fino a tal punto. 
Dopo essere piombata in un sonno profondo, Irene si risveglia e ricorda le parole del marito. Il male interiore si affievolisce, i bambini ridono nella stanza accanto e Irene sente crescere in sé la pace e la consapevolezza di un futuro sereno.

## Edizioni
- Angst, Buchreihe "Kleine Roman" 19, Berlin: Hermann, 1920.
- Sotto i Meli: romanzo; traduzione autorizzata dal tedesco di Lina Ricotti; segue Angoscia, novella di Stefan Zweig tradotta dal tedesco da Ervino Pocar. Illustrazioni a colori di Luigi Bompard, Milano-Verona: A. Mondadori, 1935.
- La paura; Episodio sul lago di Ginevra; Mendel il bibliofilo; La collezione invisibile; Conoscenza con un mestiere, Milano: Sperling & Kupfer, 1938.
- Angoscia; traduzione di Luisa Coeta, Milano: SugarCo, 1991, ISBN 88-7198-098-0.
- Paura; traduzione di Ada Vigliani, Milano: Adelphi, 2011, ISBN 978-88-459-2634-1.

## Adattamenti
- Angst, film muto del 1928 diretto da Hans Steinhoff, con Elga Brink, Henry Edwards e Gustav Fröhlich.
- Vertigine di una notte (La Peur) film del 1936 diretto da Victor Tourjansky con Gaby Morlay, Charles Vanel, Suzy Prim e George Rigaud.
- La paura, film del 1954 diretto da Roberto Rossellini, con Ingrid Bergman, Mathias Wieman, Edith Schultze-Westrum e Klaus Kinski.
- La peur, film del 1992 diretto da Daniel Vigne, con Nicola Farron, Maurice Baquet, Cinzia De Ponti e Hanns Zischler.